# Prix Jessie Bernard
Le prix Jessie Bernard (Jessie Bernard Award, du nom original) est offert par l'Association américaine de sociologie, en reconnaissance des contributions en sociologie sur le rôle des femmes dans la société. Le prix reconnaît les contributions empiriques, théoriques et méthodologiques.
Le prix Jessie Bernard est à l'origine un prix biennal et est par la suite devenue annuel. Le prix est nommé d'après Jessie Bernard.

## Membres du comité de sélection
- Paula England
- Myra Marx Ferree
- Alma Garcia
- Gloria Gonzalez-Lopez
- Karen Hossfeld
- Jerry Jacobs
- Nancy Naples
- Nicole Raeburn
- Michael Schwalbe

## Lauréates
- 2018 - Michael Kimmel
- 2017 - Raewyn Connell
- 2016 - Ronnie J. Steinberg
- 2015 - Nancy A. Naples
- 2014 - Esther Ngan-ling Chow
- 2014 - Christine L. Williams
- 2013 - Kathleen Gerson
- 2012 - Michael A. Messner
- 2011 - Verta Taylor
- 2010 - Harriet Presser
- 2009 - Cecilia Ridgeway
- 2008 - Arlie Hochschild
- 2007 - Patricia Yancey Martin
- 2006 - Margaret L. Andersen
- 2005 - Evelyn Nakano Glenn
- 2004 - Myra Marx Ferree
- 2003 - Cynthia Fuchs Epstein
- 2002 - Barrie Thorne
- 2001 - Barbara Laslett
- 2000 - Maxine Baca Zinn
- 1999 - Paula England
- 1998 - Ruth Wallace
- 1997 - Nona Glazer; Robbie Pfeufer Kahn; Pierrette Hondagneu-Sotelo
- 1996 - Judith Lorber; Diane L. Wolf
- 1995 - Arlene Kaplan Daniels; Ruth Frankenberg; Elizabeth Lapovsky Kennedy; Madeline D. Davis
- 1993 - Dorothy Smith; Bonnie Thornton Dill; Elizabeth Higginbotham; Lynn Weber; Patricia Hill Collins
- 1991 - Barbara Katz Rothman
- 1989 - Joan Acker; Samuel R. Cohn; Karen Brodkin Sacks
- 1987 - Sandra Harding; Judith Rollins
- 1985 - Joan Huber; Judith G. Stacey
- 1983 - Alice Rossi
- 1981 - Elise Boulding
- 1979 - Valerie Kincaid Oppenheimer; Nancy Chodorow; Kristin Luker

## Liens
- Prix Jessie Bernard